# Hendrick Motorsports
Hendrick Motorsports (HMS) eller tidligere kendt som All-Star Racing er et auto racing team fra USA, grundlagt af Rick Hendrick. I øjeblikket holdet konkurrerede i NASCAR Sprint Cup Series. Holdet var vellykket i sin historie vandt 10 chaufførernes titler (1995, 1996, 1997, 1998, 2001, 2006, 2007, 2008, 2009, 2010)

## Pilots
- Kasey Kahne
- Jeff Gordon
- Jimmie Johnson
- Dale Earnhardt, Jr.

## Eksterne links
- Wikimedia Commons har flere filer relateret til Hendrick Motorsports
- Officielt websted